# Mycalesis pallens
Mycalesis pallens är en fjärilsart som beskrevs av Charles Oberthür 1880. Mycalesis pallens ingår i släktet Mycalesis och familjen praktfjärilar. Inga underarter finns listade i Catalogue of Life.